# Georg Ridinger

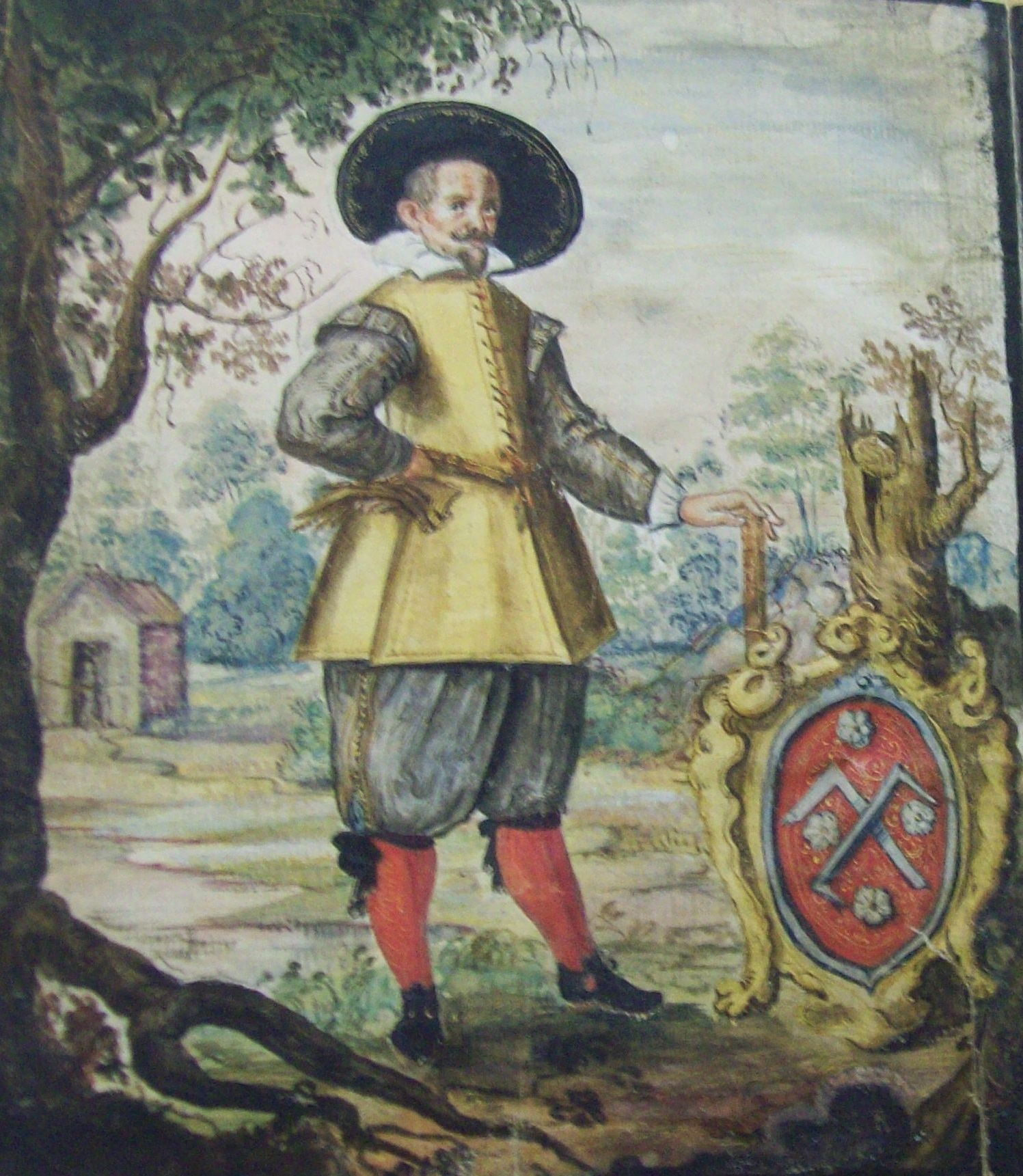
Georg Ridinger

Georg Ridinger (auch Riedtinger, Riedinger, Rüdinger oder Redinger) (getauft 25. Juli 1568 in Straßburg; † 5. November 1617 in Aschaffenburg), war ein deutscher Architekt und Baumeister der Spät-Renaissance und des Früh-Barock.

## Biografie
Ridinger, aus einer Elsässer Familie stammend und vermutlich einen Tag vor seiner Taufe am 24. Juli 1568 geboren, studierte während seiner Wanderjahre in Frankreich und Italien vor allem die Festungsbaukunst. Seine dabei gewonnenen Erkenntnisse brachte er, ins deutsche Reich zurückgekehrt, als Baumeister zur Anwendung. Er soll auch die Planung für Schloss Philippsburg in Koblenz mitgestaltet haben. Um 1595 war er beim ansbachischen Markgrafen Georg Friedrich I., der Ältere im Festungsbau, wahrscheinlich der Wülzburg, tätig. Sein gleichzeitiges Gesuch um die Stelle des Werkmeisters auf dem Bauhof in Straßburg wurde abgelehnt.
Am 11. November 1600 heiratete Ridinger in Straßburg in der Kirche „Jung-Sankt-Peter protestantisch“ Anna Maria Schoch (1579–1613) die Tochter eines Straßburger Baumeisters. Das Ehepaar bekam mindestens vier Kinder. Bei der Heirat wurde Ridinger als „markgräfischer Baumeister in Durlach“ bezeichnet. Dies legt nahe, dass er um 1600 an den Erweiterungsbauten für das Schloss Sulzburg beteiligt war, was zudem auch aus Ähnlichkeiten zwischen den jeweiligen Dachgebälkkonstruktionen beider Schlossbauten in Sulzburg (Saalbau) und später in Aschaffenburg geschlossen werden kann. Die besondere Dachkonstruktion lässt darüber hinaus für die Zeit zwischen 1590 und 1595 eine Anwesenheit Ridingers beim Schlossbau des Alten Schlosses Stuttgart als möglich erscheinen.

Das Schloss Johannisburg 1611

Sein bedeutendstes und letztes Werk war das Schloss Johannisburg, das er ab 1605, seine Bestallung erfolgte aber erst am 13. März 1607, für den Mainzer Erzbischof und Kurfürsten Johann Schweikhard von Cronberg als Zweitresidenz in Aschaffenburg erbaute. Das Schloss wurde 1614 eingeweiht, aber erst in den Jahren 1618/1619 nach dem Tode des Baumeisters vollendet. Seine Leistung findet sich auch in einem umfangreichen, von Georg Keller bearbeiteten Kupferstichwerk mit Ansichten vom und um das Schloss Johannisburg gewürdigt, das er selbst 1616 in Mainz herausgegeben hat.

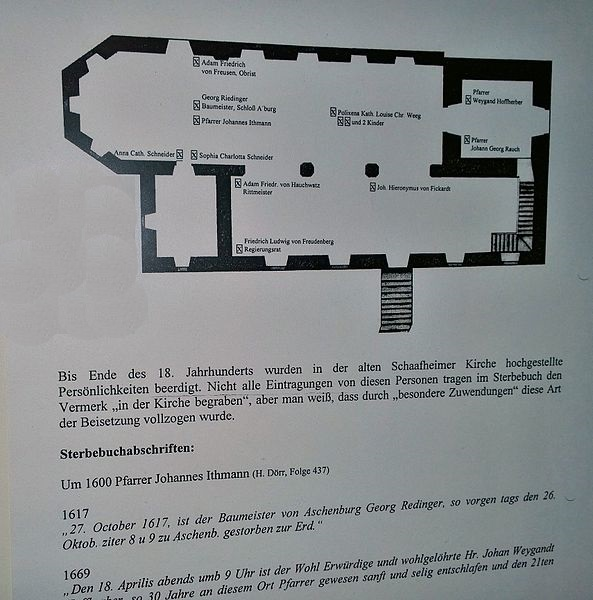
Lage von Ridingers Grab in der alten Kirche Schaafheims

In vielen deutschen Lexika findet sich noch das abweichende Todesdatum „vermutlich nach 1628“. Da evangelischen Glaubens konnte er im katholischen Aschaffenburg nicht beerdigt werden und wurde einen Tag nach seinem Tod im südwestlich liegenden Bachgau, in hanauischen evangelischen Schaafheim, zur Ruhe gebettet. Das im Schaafheimer Sterbebuch angegebene Todesdatum, der 26. Oktober 1617, bezieht sich auf den damals noch in Schaafheim benutzten Julianischen Kalender. Beim Abriss der alten Schaafheimer Kirche im 19. Jahrhundert ging sein Epitaph und das Familiengrab verloren.
Das von ihm entworfene Schloss Johannisburg gilt heute als eines der bedeutendsten Bauwerke der Spätrenaissance bzw. des Frühbarock in Deutschland.
Von ihm selbst ist ein Selbstporträt als Aquarell im Krämerzunftbuch 1582-1668 überliefert, das sich im Stadt- und Stiftsarchiv Aschaffenburg befindet.

## Werke
- Palatium Johannis Suicardi Principis. [Das Schloss des Fürsten Johann Schweikhard]. Ohne Ort, 1611 (Das Schloss Johannisburg in neun Kupferstichen)
- Architectur des maintzischen churfürstl. newen Schloßbawes St. Johannesburg zu Aschaffenburg, Sammlung Stiche von und um das Schloss Johannisburg, Mainz 1616.